# 东郭镇 (滕州市)
东郭镇，是中华人民共和国山東省枣庄市滕州市下辖的一个乡镇级行政单位。

## 行政区划
东郭镇下辖以下地区：
虺城店村、东坞沟村、西坞沟村、前坞沟村、后梁村、后坞沟村、苏楼村、杨明庄村、大坞沟村、邵疃村、辛绪村、陶庄村、马庄村、东冯庄村、刘庄村、冯沟村、北徐庄村、李沟村、黑石岭村、上户主村、下户主村、温庄村、山前村、后任厂村、前任厂村、岭头村、魏沟村、朱洼村、香台村、白河村、牛皮岭村、京台村、西郭村、武楼村、东郭前村、东郭中村、东郭后村、黄园村、东朱仇村、大绪庄村、前明村、中明村、后明村、西明村、东明村、田庄村、楼里村、小堂门村、大堂门村、常庄村、后张坡村、前张坡村、秦林村、东赵坡村、黄金坡村、南徐村、罗庄村、南唐林村、龙王庄村、巴庄村、屯里村、玉泉村、瓦峪东村、瓦峪西村、上黄庄村、王李庄村、北马庄村、北丁庄村、吴哨村、丛庄村、石羊山村、安上村、林岭村、大党山村、北蒋庄村、新田村、小党山村、谷山村、夏庄村、相岭村、小任庄村、张任庄村、前李岭村、磨石山村、唐林村、欣阳村、北高庄村、许沃新村和马河村。

## 人口
2010年中国第六次人口普查时，东郭镇共有人口102183人。共有家庭28109户，平均每户3.54人。14岁以下的少年儿童共17415人，占总人口17.04%；15-64岁人口共74624人，占总人口73.02%；65岁及以上的老年人共10144人，占总人口的9.927%。男性共计53715人，占总人口52.56%；女性共计48468，占总人口47.43%。本地居住的人口中，拥有本地户籍的人口为97420人，占95.33%。